# 淮子埔
淮子埔，原寫為淮仔埔，是臺灣桃園市龍潭區的一個傳統地域名稱，位於該區東部。相較於今日行政區，其範圍大致為佳安里東北半部不含西北部凸出部分、三坑里西北部一小部分。
著名的國防工業研究機構國家中山科學研究院位於本地區。

## 歷史
台灣清治末期至日治初期，淮子埔地區為一街庄，稱為「淮仔埔庄」，隸屬於桃澗堡。該庄西北邊北段及東北邊與蕃仔藔庄為鄰，東南及南與三坑仔庄為鄰，西南邊為十一份庄，西北邊南段為泉水空庄。
1901年（日治明治三十四年）11月，全台設置二十廳，該庄隸屬於桃仔園廳。1903年（明治三十六年），改名桃園廳。1909年（明治四十二年）10月，合併二十廳為十二廳，該庄隸屬不變。1920年（大正九年），廢十二廳改設五州二廳，該庄改制並雅化為「淮子埔」大字，隸屬於新竹州大溪郡龍潭庄。
戰後龍潭庄改制為龍潭鄉，隸屬於新竹縣，大字亦改制為村。1950年桃、竹、苗分治，龍潭鄉改隸屬於桃園縣。2014年12月，桃園縣升格為直轄桃園市，龍潭鄉改制為龍潭區，村亦改制為里。

## 交通
省道台3乙線是員樹林至深窩的幹道，大致以縱向轉東北—西南走向再轉西北—東南走向再轉東北—西南走向經過淮子埔地區。由該道路向北轉東北可前往番子寮、員樹林並止於省道台3線路口，向西南轉南可前往三坑子、大坪、打鐵坑、銅鑼圈並止於省道台3線另一路口。
市道113號（中正路佳安段）是大園至十一份的道路，其南側端點位於本地區西南部邊界地帶的省道台3乙線路口。由此道路向西北轉西南經過十一分後，再轉西北可前往三角林、龍潭市區、中壢、青埔、大園等地。

## 機構
- 國家中山科學研究院
- 行政院原子能委員會核能研究所